# ایلئو
ایلئو (به لاتین: Aileu) یک منطقهٔ مسکونی در تیمور شرقی است که در Aileou واقع شده‌است.

## خصوصیات
ایلئو ۲۵۱٫۴۸ کیلومترمربع مساحت و ۲۰٬۸۳۰ نفر جمعیت دارد و ۱٬۱۸۲ متر بالاتر از سطح دریا واقع شده‌است.